# Alfredo Lenci
Alfredo Lenci (Roma, 1875 – Roma, 1959) è stato un direttore della fotografia e operatore cinematografico italiano.

## Biografia
Attivo nel periodo muto operò in un discreto numero di pellicole girate tra il 1915 e il 1927. La sua carriera ebbe avvio alla Napoli Film, poi passò alle romane Apollo Films e Flegrea Film e in altre manifatture minori.
Tra le sue più importanti collaborazioni vi furono Cavalleria rusticana e Zingari, entrambi del 1916 e diretti da Ubaldo Maria Del Colle, La Gerusalemme liberata (1918) e Messalina (1923) diretti da Enrico Guazzoni.
Tra il 1922 e il 1924 fu in Germania dove diresse la fotografia dei film Sterbende Völker di Robert Reinert e Das Haus am Meer di Fritz Kaufmann e prodotto dalla Nero-Film.
Nel 1925 fece parte del gruppo di tecnici italiani, formato assieme ai colleghi Balboni, Montuori,  Donelli e Gengarelli, che realizzarono a Roma le riprese del film Ben Hur di Fred Niblo.
Dal 1927 lavorò come operatore fotografico e di ripresa all'Istituto Luce.